# Amy Fisher: Povestea mea
Amy Fisher: Povestea mea (titlu originar în engleză Amy Fisher: My Story) este un film dramatic american din 1992, regizat de Bradford May.

## Rezumat
Povestit din punctul de vedere al adolescentei Amy Fisher, care susține că Joey Buttafuoco a sedus-o, a prostituat-o și a constrâns-o să-și ucidă soția.

## Distribuție
- Ed Marinaro - Joey Buttafuoco
- Noelle Parker - Amy Fisher
- Boyd Kestner - Paul Makely
- Pierrette Grace - Crystal
- Lawrence Dane - Elliot Fisher
- Kate Lynch - Roseann Fisher
- Kathleen Laskey - Mary Jo Buttafucco
- Rino Romano - Mick
- Gemma Barry - Theresa
- Kirsten Kieferle - Ellen
- Tyley Ross - Tom
- Henriette Ivanans - Darlene
- Marianna Pascal - mătușa Violet
- Jason Blicker - Darren
- Lynn MacKenzie - Linda
- Mario Di Iorio - Bobby
- Jack Jessop - Joseph
- Jessica Booker - Josephine